# Nick Wirth
Nicholas „Nick“ Wirth (* 26. März 1966) ist ein britischer Motorsportingenieur und Aerodynamiker.

## Leben

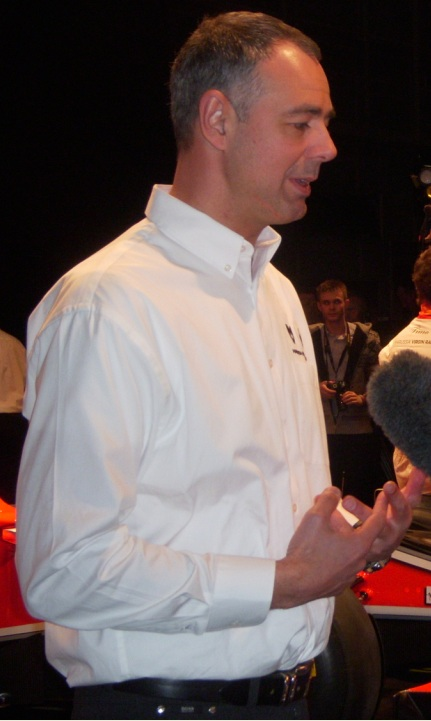
Nick Wirth 2011

Wirth studierte am University College London und war der jüngste Absolvent des Royal Institute of Mechanical Engineers. Seine Laufbahn im Motorsport begann bei March, wo er in den späten 1980er-Jahren als Aerodynamiker arbeitete.
1989 gründete Wirth zusammen mit dem späteren FIA-Präsidenten Max Mosley die Motorsporttechnologiefirma Simtek Research Ltd. und stieg 1994 mit einem eigenen Rennstall unter dem Namen Simtek in die Formel-1-Weltmeisterschaft ein. Schon beim dritten Rennen der Saison verunglückte der Österreicher Roland Ratzenberger mit dem Simtek S941 im Qualifikationstraining zum Großen Preis von San Marino tödlich. Wirth, der als Teamchef und Technischer Direktor fungierte, musste im Juni 1995 mit seinem Rennstall Konkurs anmelden und beendete das Formel-1-Engagement.
Von 1996 bis 1999 arbeitete Wirth als Chefdesigner bei Benetton und war 2006 bei der FIA tätig. 2007 entwickelte er den Acura ARX-01 und war von 2010 bis Mitte 2011 über seine Firma Wirth Research als Technischer Direktor von Virgin Racing wieder in der Formel 1 tätig.